# 자시키와라시
자시키와라시(일본어: 座敷童子)는 일본에 전해져 내려오는 정령적인 존재이다. 자시키(다다미 방) 혹은 창고에 사는 신이라 전해지며, 그 집 사람들에게 장난을 치거나, 본 사람에게는 행운이 온다, 집에 돈을 가져다준다는 등의 전설이 있다.

## 개요
주로 이와테현을 중심으로 보고되고 있으나 아오모리현, 미야기현, 아키타현 등 도호쿠 지방의 각 현에도 분포되어 있다고 한다.
일반적으로는 붉으스름한 얼굴의 어린이라고 하지만 나이는 들러붙어 있는 집마다 다르다고 해도 될 정도로 작게는 세살부터 많게는 15세에 이르기까지 다양하다. 머리는 갓파 혹은 잔기리 머리. 성별은 남녀 모두 보이며, 남자아이는 줄무늬의 검은색 기모노, 여자아이는 붉은색 챤챤코나 코소데, 때로는 후리소데를 입고 있다고 한다. 정확한 모습을 알 수 없기 때문에 성별을 알 수 없는 경우도 있다고 한다. 남녀 둘 다, 혹은 여럿이 집에 들러붙어 있는 경우도 있다. 검은 짐승같은 모습, 무사같은 모습을 한 것도 있다는 전설도 있다.
장난을 좋아하며, 재나 가루 위에 작은 발자국을 남기기도 하고, 한밤중에 물레를 돌리는 소리를 내거나 안방에서 궁중음악같은 소리를 내며 놀기도 한다고 한다. 또한 집에서 혼자 바느질을 하고 있을 때 옆방에서 바스락거리는 종이소리나, 흥얼거리는 소리가 나 문을 열어보면 아무도 없다는 이야기가 전해지기도 한다. 밤이 되면 손님 이불 위에 올라타거나, 베개를 빼어 잠을 못자게 하며, 날뛰는 것을 막으려고 해도 힘이 세 당해낼수가 없다고 한다.
아이들과 함께 놀기도 한다.이와테 현 하야치네 신사의 자시키와라시가 먼 곳에서 신사에 참배하러 온 자들을 따라 다른 지역으로 이동하여 그 지역의 아이들에게 이와테의 구전동요를 가르쳐 주었다는 이야기도 있다.
자시키와라시의 모습은 외부인에게는 보이지 않고, 어린이에게는 보여도 어른에게는 보이지 않는다는 이야기도 있다. 아이들의 수를 어른이 세어보면 원래 인원보다 1명이 많지만 어른은 자시키와라시가 보이지 않으므로 영문을 모른다는 이야기도 있다. 이런 이야기는 문학상 모티브로 자주 쓰이기도 한다 .

## 집안의 성쇠
민간신앙으로서 가장 큰 특징은 자시키와라시가 있는 집은 부유해지고 자시키와라시가 떠나면 그 집이 망한다는 것을 들 수 있다. 이러한 연유로 자시키와라시는 복을 가져다 주는 신, 혹은 집안의 성쇠를 담당하는 수호신으로 보기도 한다.
《토노 모노가타리》에서는 자시키와라시가 떠난 집의 가족 전원이 식중독으로 죽었다는 이야기나 이와테현 쓰치부치 무라(지금의 토노 시) 대학식농의 자산가로, 아이가 자시키와라시를 화살로 쏘자 자시키와라시가 집을 떠나버려 집안이 기울었다는 이야기도 남아있다. 자시키와라시가 떠나 몰락했다는 이야기는 빈곤신이 떠난 집이 부유해진다는 이야기와 관련하여 보는 견해도 있다.
하얀 자시키와라시는 길조의 조짐이며, 빨간 자시키와라시(붉은 얼굴, 붉은 옷, 붉은 물통을 든 아이)를 보면 아이가 집을 나가 흉사를 불러온다는 설도 있다. 붉은 옷을 입은 아이를 봤다는 가족이 전원 식중독에 걸려 죽은 사례도 있다.

## 풍습
자시키와라시는 귀족이나 유서있는 가문의 안방에 살며, 그 존재가 집안의 흥망과 관계한다 하여 극진히 모시며 매일 공양을 드리는 집도 있다. 팥밥을 좋아한다고 해서 매일아침 팥밥을 올리기도 하며, 밥을 먹지않으면 그 집이 망할 징조라고도 한다. 여우신령이나 개신령과도 유사한 구조를 띠나, 자시키와라시가 살고 있는 것을 꺼림칙하게 여기지 않고, 오히려 신으로 보호하며, 이웃 사람들도 자시키와라시가 기거하는 집은 일종의 경외심을 갖고 대하는 점이 그것들과 구별된다.
니노헤시 일대에서는 한때 일찍 죽거나 양육상의 문제로 죽인 산아를 공양하기 위해 방 한면에 아이 방을 만들거나, 장난감이나 과자를 두고 빌기도 하였으며, 이 풍습은 지금도 남아있다. 자시키와라시의 복을 받아 번영하고자 방 한쪽에 아이들이 좋아하는 작은 방을 만드는 풍습도 있다.
《토노 모노가타리》에 의하면 쓰치부치 무라에 있는 귀족의 집에는 자가시라 방(座頭部屋)이라 하여 깊숙한 곳에 공간이 있는데, 과거에는 연회가 있으면 반드시 자가시라를 불러 대기하게 하는 용도로 사용하였다고 한다. 그러나 문학연구가 미우라 스케유키는 이것은 집안의 수호령을 제사지는 방이 아닐까 추측하고 있다.
아오모리현 고노헤마치에서는 집을 신축할 때 마루 밑에 금구슬을 묻어두면, 그 구슬이 자시키와라시가 되어 나타나 행복해진다고 전해지고 있다.

## 기원

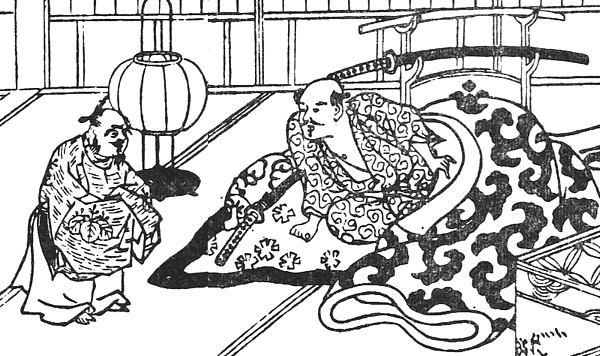
우에다 아키나리의 《우게츠 모노가타리》중에서〈빈부론〉의 돈의 정령

민속학자 사사키 키젠은 자시키와라시를 압살당해 집안에 매장당한 아이의 영혼으로 보고있다. 도호쿠 지방에서는 가정형편이 어려워 죽인 산아를 〈우스고로〉라 하여, 산아를 절구통 밑에 깔아 죽이고 묘가 아닌 토방이나 부엌에 묻는 풍습이 있었다고 한다. 비오는 날이 되면 아이의 영혼이 벌벌 떨며 툇마루를 걸어다니거나, 집에 찾아온 손님을 위협하는 등 자시키와라시와 비슷한 행동을 했다고 한다. 특히 〈노타바리코〉나 〈우스츠키와라시〉라 불리는 자시키와라시는 그 중에서도 하등한 존재인데, 전자는 토방에서 기어나와 다다미 방을 기어다니고, 후자는 절구 찧는 소리를 내며 기분 나쁜 행동을 한다는 점에서 자시키와라시와 산아가 묻힌 장소가 토방이나 절구 밑이라는 점이 연관되어 있다는 지적도 있다.
게다가 자시키와라시가 있는 집이 귀족 집안인 점과 다른 곳에서 찾아온 6부(순례스님)를 살해한 집이 나중에 몰락하였다는 전설과 함께 전해내려오는 점에서 자시키와라시는 마을 공동체의 암부를 상징한다는 지적도 있다.
타카하시 사다코가 지은 《자시키와라시를 본 사람들》에 의하면, 자시키와라시는 목수나 다다미 장인이 집을 공사할 때 기분좋게 일할 수 없었던 것에 대한 저주에서 발생했다는 이야기도 남아있으며, 나무조각을 얇게 벗긴 인형을 기둥과 대들보 사이에 끼워넣는 등의 주술이 있었다고 한다.
자시키와라시의 정체가 갓파라는 설도 많다. 깊은 못에 살던 갓파가 부근의 집에 들어가 장난을 치는 것이 자시키와라시라는 것이나 갓파가 저택에 눌러 앉아 살다 자시키와라시가 되었다는 이야기도 있다.
자시키와라시가 아이의 모습인 것은 불교에서 말하는 호법동자(불법을 수호하는 동자 모습의 귀신)가 동자인 것처럼 아이를 신과 인간을 연결하는 존재로 여기는 민간신앙에 유래한다는 설, 혹은 신의 성격을 구현해 놓은 것이 어린이의 모습이라는 설 등이 있다.
야나기타 쿠니오는 고승이 하늘에서 부른 호법동자와 마찬가지인 것처럼, 불교나 민간무녀의 수호령이 어린 영혼의 순수함을 존중하는 신앙으로 이어졌으며, 거기에 더해 신의 뜻을 인간들에게 전하기 위해 집안을 수호하는 수호령으로서 자시키와라시 신앙이 이어졌다고 보고 있다. 야나기타 이후 민속학에서도 오쿠나이사마(집안 신)와의 관계나 용궁동자 등 이계(異界)에서 찾아오는 동자와의 관련 등이 논의되고 있다.
또한 민속학자 코마츠 카즈히코는 문화인류학적 관점에서 동자에 주목하여, 마을에 있어서의 집안의 흥망이나 부의 이동에 대한 문제를 고찰하였다. 자시키와라시의 속성은 쿠다키츠네(대롱여우) 에게 홀린 것과 거의 비슷하며, 정령이 붙어있는 가문의 공동체적 우월성과 열등성을 자세하게 분석하여, 자시키와라시를 민속사회 내, 특히 귀족층의 빈부차와 변동의 설명원리로 하고 있다.
우에다 아키나리의 에도 후기 소설 《우게츠 모노가타리》의 〈빈부론〉에서 무쓰노쿠니(지금의 아오모리현)의 한 무사집에 돈의 정령이 자그마한 노인으로 나타나 〈황금의 정령〉이라며 "돈을 소중히 해주어서 기쁜 마음에 이야기를 하러 왔다"는 이야기가 있는데, 문학박사 아베 마사미치는 이를 자시키와라시의 원형으로 보고 있다.

## 자시키와라시가 등장하는 작품
자시키와라시는 종종 소설이나 영화, 드라마의 소재가 되기도 한다
만화
- 수호천사 히마리
- 요괴소년 호야
- 여름의 조각-시노부 아마노
- 게게게의 기타로
- 지옥선생 누베
- 치비모노
- P의 비극
- xxx홀릭
- 優&魅衣
- 원더풀데이즈
- 안녕, 절망선생
- 요괴 의사(妖怪のお医者さん)
- 요역문
- 이나이 이나이 바아!
- 하라이야!

애니메이션
- 키테레츠 대백과
- 모노노케 (애니메이션)
- 짱구는 못말려 - 짱구가 가끔 그렇게 불리는 때가 있다.
- 호오즈키의 냉철 - 검은색과 흰색 기모노를 읽고 있으며 둘다 여자아이로 표현하고 있다.
- 절대소년

전대물
- 닌자전대 가쿠레인저

소설
- 페토페토씨
- 유타와 신기한 동료들
- Missing 9~11권 자시키와라시 이야기
- 자시키와라시가 할 수 있는 일
- 사랑스러운 자시키와라시

영화
- 갓파 쿠와 여름방학을

TV 드라마
- 자시키와라시의 이야기
- 괴담 백가지 이야기 스페셜~좌부동자~

게임
- 하야리가미2 경시청 괴이사건 파일
- 톳파라 ~자시키와라시의 이야기
- 학원 헤븐 BOY'S LOVE SCRAMBLE!(트레이딩 카드, 모바일 서비스 소설에서)